# ジュラシック・パーク・ザ・ライド
- ユニバーサル・パークス&リゾーツ > ユニバーサル・スタジオ・ジャパン > ユニバーサル・スタジオ・ジャパンのアトラクション > ジュラシック・パーク・ザ・ライド
- ジュラシック・パーク > ジュラシック・パーク・ザ・ライド

ジュラシック・パーク・ザ・ライド（英: Jurassic Park - The Ride）は、ユニバーサル・パークス&リゾーツに設置されているウォーターライドタイプのアトラクションで、マイケル・クライトンの1990年の小説『ジュラシック・パーク』およびそれを原作とするスティーヴン・スピルバーグ監督の1993年公開の映画『ジュラシック・パーク』をテーマとしている。

## 存在するパーク
- アイランズ・オブ・アドベンチャー（ユニバーサル・オーランド・リゾート）
- ユニバーサル・スタジオ・ジャパン

## 過去に存在したパーク
- ユニバーサル・スタジオ・ハリウッド

## ストーリー
ゲストはジュラシック・パーク内をボートで巡るリバーツアーに参加し、ウルトラサウルスやステゴサウルスなどの草食恐竜を観察する。しかし、途中でパラサウロロフスにぶつかり、立ち入り禁止区域である肉食恐竜エリアに迷い込む。そこではヴェロキラプトルが脱走しており、パークの安全が脅かされている。ゲストは倉庫エリアを通じて脱出を試みるが、T-REXをはじめとする肉食恐竜の襲撃を受ける。ゲストは無事に生還できるのか。

## 概要

### アイランズ・オブ・アドベンチャー
ジュラシック・パーク・リバー・アドベンチャー（英: Jurassic Park River Adventure）は、1999年5月28日にジュラシック・パークエリア内でオープンした。
アトラクションには150万ガロンの水が使用されており、オープン当時、85フィート（約26メートル）からの落下はテーマパークのウォーターライド型アトラクションとして最大規模だった。
ナレーションはグレッグ・バルソンが担当している。

### ユニバーサル・スタジオ・ジャパン
ジュラシック・パーク・ザ・ライドは、2001年3月31日のパーク開園と同時にオープンした。
ナレーションは江原正士が担当している。
2023年9月4日から大規模改修のため運営を休止し、2025年1月8日にリニューアルオープンした。

### ユニバーサル・スタジオ・ハリウッド
ジュラシック・パーク・ザ・ライドは、1996年7月21日にロウアー・ロットエリアでオープンし、2018年9月3日にクローズした。
後継のアトラクションとして「ジュラシック・ワールド・ザ・ライド」が2019年7月21日にオープンした。
ナレーションはグレッグ・バルソンが担当していた。

## 登場する恐竜
| - ウルトラサウルス - プシッタコサウルス - ステゴサウルス - パラサウロロフス - ハドロサウルス（名前のみ） | - コンプソグナトゥス - ヴェロキラプトル - ディロフォサウルス - ティラノサウルス・レックス |

## 製作

### オリジナルのアトラクション
最初のアトラクションは、1996年7月21日にユニバーサル・スタジオ・ハリウッドでオープンした。当時、このアトラクションは映画と同時進行で製作されており、既存の映画を基にした他のユニバーサル・スタジオのアトラクションとは異なる例外的な存在だった。開発と設計は映画公開の3年前である1990年11月に始まった。監督のスティーヴン・スピルバーグは、映画製作前からアトラクションの構想を練っていたことを明かしている。アトラクション用に製作された小道具の一部は映画にも使用されており、映画冒頭の食事シーンではアトラクションのコンセプトアートが映し出されている。
アトラクション製作は、ゲイリー・ゴダードが率いるランドマーク・エンターテインメントが1991年から担当した。映画ではカットされた小説の「リバーライド」のシーンが採用され、当初のジープ型アトラクションの構想は技術的制約により断念された。その代わりに、ゴダードは小説に登場するボートライドを基にした設計を提案。スピルバーグの同意を得てプロジェクトが進行した。ボートライドの採用により、大規模なキャパシティーと独自のストーリーを持つ水上アトラクションが実現した。

### 実物大のアニマトロニクス制作
施設の設計マネージャーであるクレイ・グロイルは、ジャングルと巨大な山をビジュアルモデルとして構想した。恐竜のアニマトロニクス制作は、「キングコング・エンカウンター」を手掛けたボブ・ガーとの協議で進められた。スピルバーグは登場する恐竜をすべて実物大にすることを希望していたが、予算制約により当初はデジタルエフェクト案も検討された。最終的に映画の特殊メイククリエイター、スタン・ウィンストンの協力のもと、アニマトロニクスで製作されることとなった。
ユニバーサル・スタジオはサルコス産業に製作を委託し、各恐竜の実物大模型を制作。リアルな皮膚の襞や皺まで再現した模型を基に、油性粘土とシリコンの層で型を作成し、これをロボットに取り付けペイントを施した。当初は恐竜に加えて人間の演者を配置する計画もあったが、これは実現しなかった。恐竜の音響効果は映画から抽出した唸り声を使用し、アクションに合わせて発声させた。

### アトラクションの規模
アトラクションのフィナーレでは、角度51度、全長85フィート（約26メートル）のドロップが設けられ、ボートは最高速度時速50マイル（約80キロ）に達する。ボートの底では40フィートの波が発生する仕組みとなっている。このドロップ部分はオープンの1年以上前に完成した。ボートは最大25人収容可能で、当時としては最大規模のライドだった。2003年には改装が行われ、ライドが任意の位置で停止できるように改良された。また、ドロップ部分のトラックは天候に応じて高さを調整可能となっている。
ジャングルの植栽はユニバーサル・スタジオ・ハリウッドで最大規模のプロジェクトとなり、ボート発車場の制御室は実際のライド・コントロール・センターとして機能している。クルーがカメラを通じてライドを監視し、問題発生時には直ちに停止することが可能となっている。発車コマンドは人間のオペレーターによって操作されるが、それ以外はすべてコンピューター制御となっている。

このアトラクションの製作費は1億1千万ドルに達し、映画の2倍の費用が掛かった。

### アトラクションのオープン

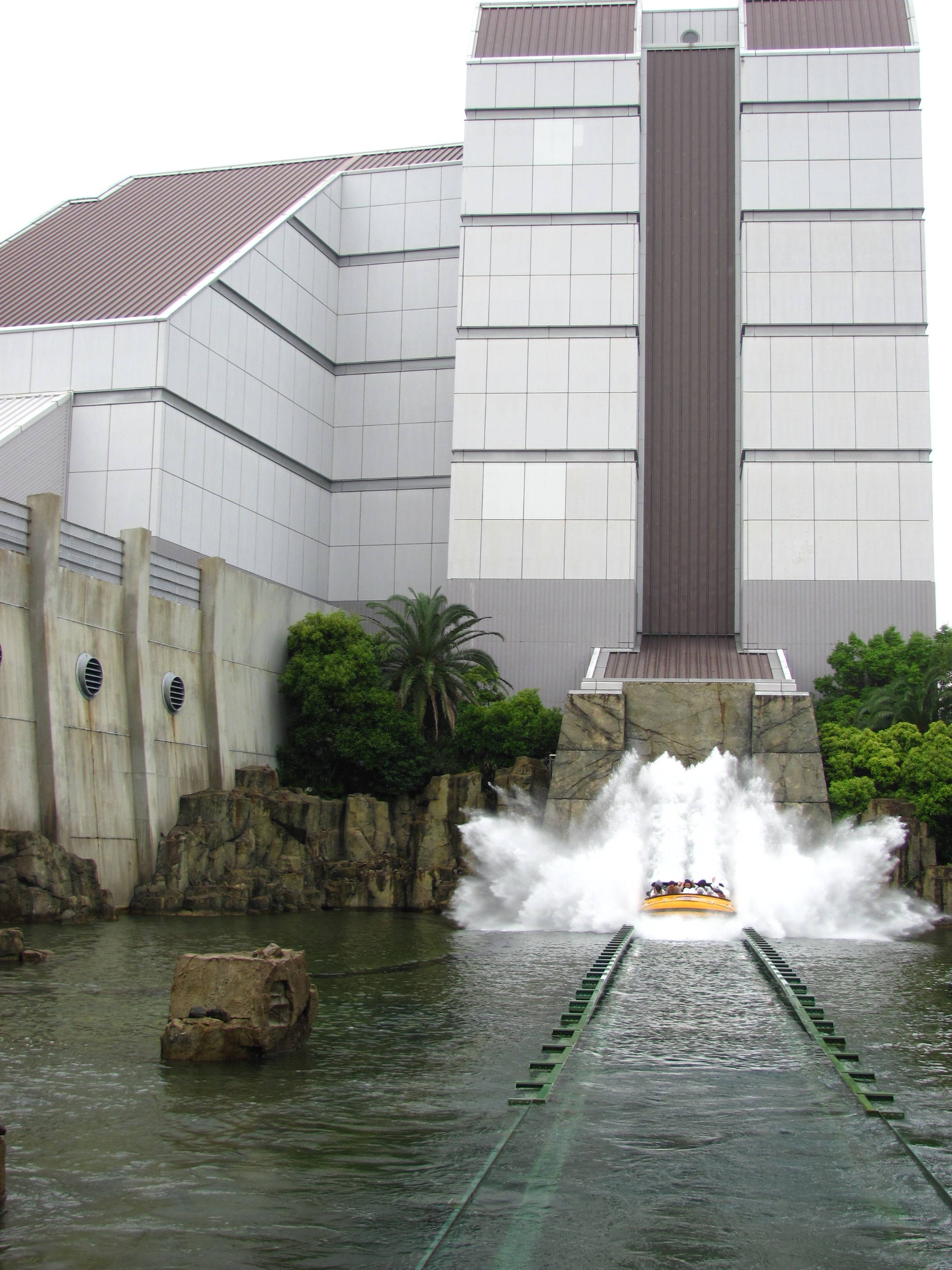
アトラクションのフィナーレ（ユニバーサル・スタジオ・ジャパン / 2011年）

アトラクション第1号は、1996年6月21日にユニバーサル・スタジオ・ハリウッドで正式にオープンした。オープニングセレモニーには、スティーヴン・スピルバーグと映画キャストのジェフ・ゴールドブラムが出席し、記念の燈火を灯した。オープン後数週間で待ち時間が2時間を超える人気を博し、ユニバーサル・スタジオ・ハリウッドの象徴的アトラクションとなった。この成功を受けて、1999年5月28日にアイランズ・オブ・アドベンチャー、2001年3月31日にユニバーサル・スタジオ・ジャパンで同アトラクションがオープンした。さらに、2010年3月18日にはユニバーサル・スタジオ・シンガポールにおいて、類似したストーリーを持つ「ジュラシック・パーク・ラピッド・アドベンチャー」がオープンした。

### 各パークごとの違い
アメリカの2パーク（ハリウッドとオーランド）と日本では、アトラクションの進行方向が異なる。アメリカでは反時計回り、日本では時計回りに進行する。ただし、それ以外の点では、日本版はオーランド版とほぼ同一である。
ハリウッド版では、ジュラシック・パークのゲート前にトンネルが設けられており、恐竜の出現順序に若干の違いがあるものの、登場する恐竜自体は3パークで共通している。
警告音後、恐竜が逃走したことを示すシーンでは、3パークごとに恐竜に襲われるボートの種類が異なる。ハリウッド版ではゲストが乗っているボートと同様のデザイン、オーランド版では赤いボート、日本版では青いボートが登場する。
また、恐竜の小型種コンプソグナトゥスの登場シーンでは、オーランド版と日本版では服の取り合いが描かれるが、ハリウッド版ではポップコーン容器の取り合いが演じられる。さらに、オーランド版と日本版では恐竜の入った貨物が落下する演出がある一方、ハリウッド版では車が落下する演出となっている。
クライマックスでは、ハリウッド版のみ天井から恐竜が登場し、T-レックスが2回出現する。これに対して、オーランド版と日本版ではT-レックスは1度だけ登場する。また、ハリウッド版ではフィナーレのドロップ後にディロフォサウルスが1匹現れる。

### 新たなアトラクション
ユニバーサル・スタジオ・ハリウッドでは、2018年9月3日から大規模な改修工事のために本アトラクションをクローズし、新たなアトラクション「ジュラシック・ワールド・ザ・ライド」を製作することが発表された。このアトラクションは、2015年の映画『ジュラシック・ワールド』に基づいており、異なるライドシステムを採用している。新アトラクションは2019年7月21日にオープンした。